# Теорема сравнения Топоногова
Теорема сравнения Топоногова — классическая теорема римановой геометрии в целом.
В двумерном случае теорема была доказана Паоло Пиццетти.
Однако его работа оставалась незамеченной целый век.
Теорема была независимо передоказана Александром Даниловичем Александровым
и обобщена Виктором Андреевичем Топоноговым на старшие размерности.
Она послужила отправной точкой в развитии Александровской геометрии ограниченной снизу кривизны.

## Вводные определения
Пусть {\displaystyle M} — полное риманово многообразие размерности хотя бы 2 и с секционной кривизной не меньше некоторой константы {\displaystyle \kappa }.
Обозначим через {\displaystyle \mathbb {M} _{\kappa }} модельную плоскость кривизны {\displaystyle \kappa }.
При {\displaystyle \kappa =0} это евклидова плоскость, при {\displaystyle \kappa >0}, {\displaystyle \mathbb {M} _{\kappa }} изометрично поверхности сферы радиуса {\displaystyle {\tfrac {1}{\sqrt {\kappa }}}} и при {\displaystyle \kappa <0}, {\displaystyle \mathbb {M} _{\kappa }} есть плоскость Лобачевского кривизны {\displaystyle \kappa }.
Треугольником в {\displaystyle M} называется тройка кратчайших соединяющие попарно три точки.
При этом каждая из трёх точек называется вершиной треугольнка,
а величина угла между парой исходящих из вершины кратчайших называется углом при этой вершине.
Пусть {\displaystyle \triangle } есть треугольник в {\displaystyle M}.
Предположим в {\displaystyle \mathbb {M} _{\kappa }} существует треугольник {\displaystyle {\tilde {\triangle }}_{\kappa }},
с равными соответствующими сторонами и при этом такой треугольник {\displaystyle {\tilde {\triangle }}_{\kappa }} является единственным с точностью до конгруэнтности.
В этом случае треугольник {\displaystyle {\tilde {\triangle }}_{\kappa }} называется модельным треугольником треугольника {\displaystyle \triangle } в {\displaystyle M}.
Заметим, что модельный треугольник {\displaystyle {\tilde {\triangle }}_{\kappa }} всегда определён в случае если {\displaystyle \kappa \leqslant 0}.
В случае если {\displaystyle \kappa >0}, это верно если периметр {\displaystyle \triangle } строго меньше {\displaystyle 2\cdot \pi /{\sqrt {\kappa }}}.
Пусть {\displaystyle \triangle {\tilde {x}}{\tilde {y}}{\tilde {z}}} в {\displaystyle \mathbb {M} _{\kappa }} есть модельный треугольник {\displaystyle \triangle xyz} в {\displaystyle M}.
Определим модельный угол {\displaystyle {\tilde {\measuredangle }}_{\kappa }xyz} как угловую меру {\displaystyle \measuredangle {\tilde {x}}{\tilde {y}}{\tilde {z}}}.

## Формулировка
Теорема.
Пусть {\displaystyle M} — полное риманово многообразие размерности хотя бы 2 и с секционной кривизной не меньше некоторой константы {\displaystyle \kappa }.
Тогда углы любого треугольника {\displaystyle \triangle } в M не меньше соответствующих углов его модельного треугольника {\displaystyle {\tilde {\triangle }}_{\kappa }}. Иначе говоря
{\displaystyle {\tilde {\measuredangle }}_{\kappa }xyz\leqslant \measuredangle xyz}
для любого треугольника {\displaystyle \triangle xyz}.

## Следствия
- Предположим {\displaystyle M} — полное риманово многообразие с неотрицательной секционной кривизной. Тогда для любой точки {\displaystyle p\in M}, функция {\displaystyle f(x)=|p-x|_{M}^{2}} является 2-вогнутой; то есть, для любой нормальной геодезической {\displaystyle \gamma } функция {\displaystyle t\mapsto f\circ \gamma (t)-t^{2}} является вогнутой.

## Вариации и обобщения
- Обратная теорема также верна, то есть если сравнение углов верно для любого треугольника в римановом многообразии {\displaystyle M} то {\displaystyle M} имеет кривизну хотя бы {\displaystyle \kappa }.

- Для каждой точки {\displaystyle x} на стороне треугольника {\displaystyle \triangle }, обозначим через {\displaystyle {\tilde {x}}} соответственную точку на стороне {\displaystyle {\tilde {\triangle }}\kappa }. Тогда утверждение теоремы эквивалентно выполнению следующего неравенства
{\displaystyle |{\tilde {x}}-{\tilde {y}}|_{\mathbb {M} _{\kappa }}\leqslant |x-y|_{M}}

где {\displaystyle |x-y|_{M}} обозначает расстояние между точками {\displaystyle x} и {\displaystyle y} в римановом многообразии {\displaystyle M}.
- Утверждение теоремы эквивалентно выполнению следующего неравенства
{\displaystyle {\tilde {\measuredangle }}_{\kappa }xpy+{\tilde {\measuredangle }}_{\kappa }ypz+{\tilde {\measuredangle }}_{\kappa }zpx\leqslant 2\cdot \pi }

для произвольной четвёрки точек {\displaystyle p,x,y,z\in M}
- Теорема Топоногова даёт полное описание метрических пространств, которые изометричны четырёточечным подмножествам полного риманова многообразия с неотрицательной кривизной.[5]
  - Известно аналогичное описание пятиточечных подмножеств.[6]